# Iglesia La Recolecta (La Paz)
El templo de San José de La Recoleta es un templo católico de la ciudad de La Paz, Bolivia. El edificio tiene catalogación patrimonial en el grado de Monumento. Está ubicado en la avenida América esquina Pando en la zona El Rosario, conocida en la colonia como “calle Ancha”. Esta vía se unía con el puente “Qosqo Chaca” (puente al Cuzco) que quedaba como la puerta a la ciudad .

## Ubicación
Ciudad de La Paz, avenida América esquina Pando, 1896.

## Historia
A mediados del siglo XIX, el general José Ramón Loayza obsequió un terreno de su propiedad, ubicado en la segunda manzana de la calle Ancha, a los frailes franciscanos para la construcción de una capilla. En 1889 los religiosos adquirieron los predios vecinos para la edificación del convento y, ese mismo año, se inició la construcción del nuevo templo diseñado por el Hermano Coadjutor jesuita español Eulalio Morales, s.j. (1837-1907).
En 19 de marzo de 1896 el templo fue estrenado en acto solemne, mientras que las torres fueron inauguradas en 1930, constituyéndose en uno de los mejores ejemplos del estilo neogótico logrado en la ciudad de La Paz. La edificación posee tres naves, siete altares y hermosos vitrales en los muros laterales que iluminan su interior; tanto en su diseño interior como en su fachada presenta arcos apuntados, característicos de su estilo; la base de los campanarios muestra aberturas en forma floral, denominadas rosetones, y en su parte superior las torres toman la forma de esbeltas agujas terminadas en cruces.
Su apariencia exterior tiene composición jesuítica y consta de tres portadas. La iglesia fue construida en 1894 y consagrada en 1896. Sus torres, empero, fueron incluidas mucho después, cubiertas con largas agujas de piedra con pequeños huecos cruciformes; es una de las pocas expresiones del estilo neogótico paceño.